# Łój (surowiec)

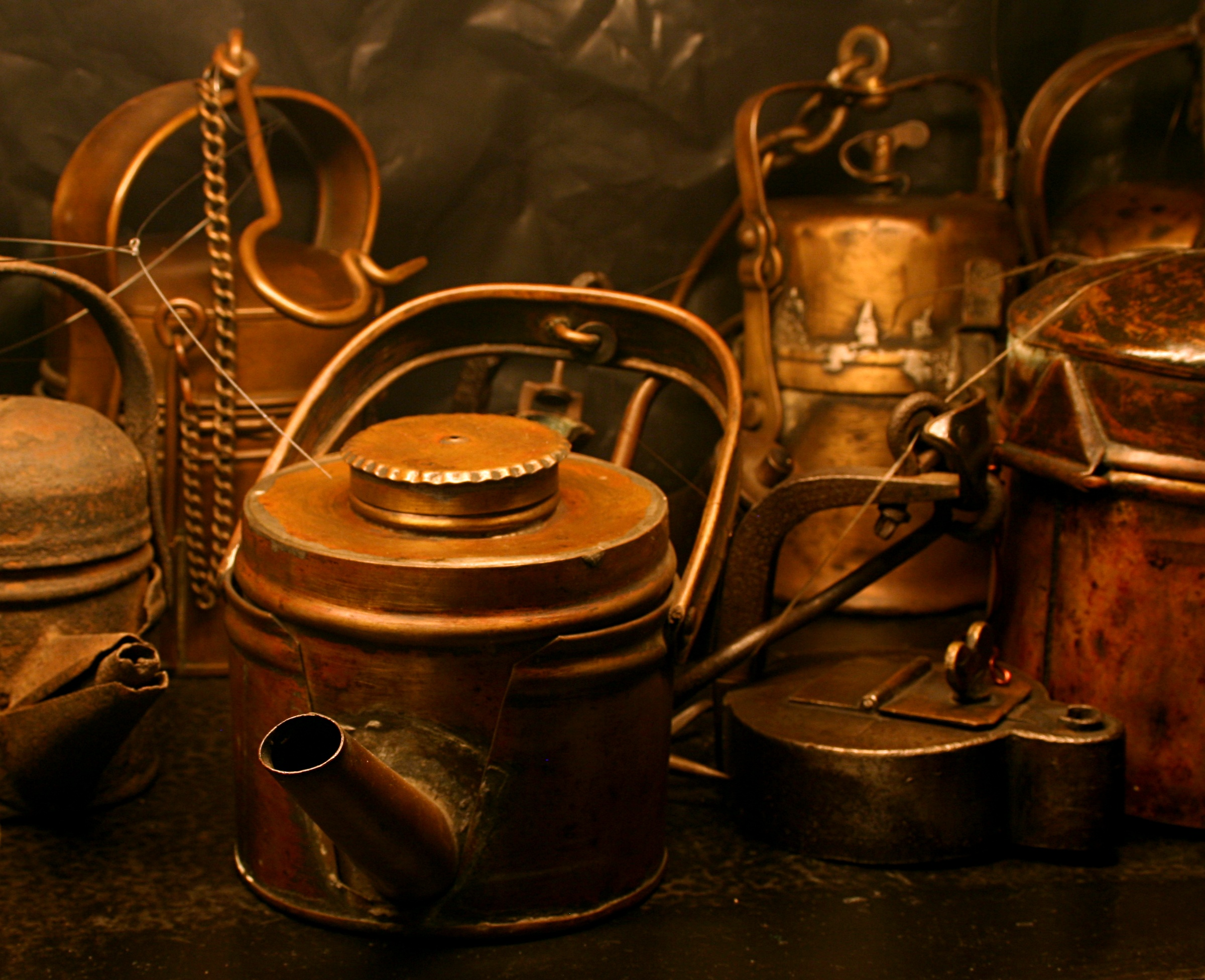
Kaganki łojowe (eksponaty muzealne w Rybniku)

Łój – tłuszcz zwierzęcy o twardej konsystencji, uzyskiwany głównie z bydła (łój wołowy), rzadziej z owiec. Jest biały, nie ma swoistego zapachu. Jego temperatura topnienia wynosi 40–48 °C, liczba zmydlania 190–200, a liczba jodowa 30–50. W skład łoju wchodzą głównie glicerydy kwasów palmitynowego, stearynowego i oleinowego. Otrzymuje się go poprzez wytapianie tkanki tłuszczowej metodą mokrą (bezpośrednie ogrzewanie parą wodną) lub suchą (przeponowe ogrzewanie parą wodną).
Łój jest używany z innymi tłuszczami, najczęściej z tranem technicznym, do natłuszczania skór garbowanych za pomocą tanin. Stosuje się go także do wyrobu legumin, niektórych margaryn, czasem ciast francuskich.
W przeszłości łoju powszechnie używano do produkcji świec (gorszych od świec woskowych, ale znacznie tańszych) i do napełniania kaganków, jak też do impregnacji wyrobów skórzanych i włókienniczych oraz smarowania ruchomych części maszyn i urządzeń. W pierwszych maszynach parowych tłoki w cylindrach uszczelniano sznurami z włókien konopnych nasyconych łojem.